# Händel-Werke-Verzeichnis

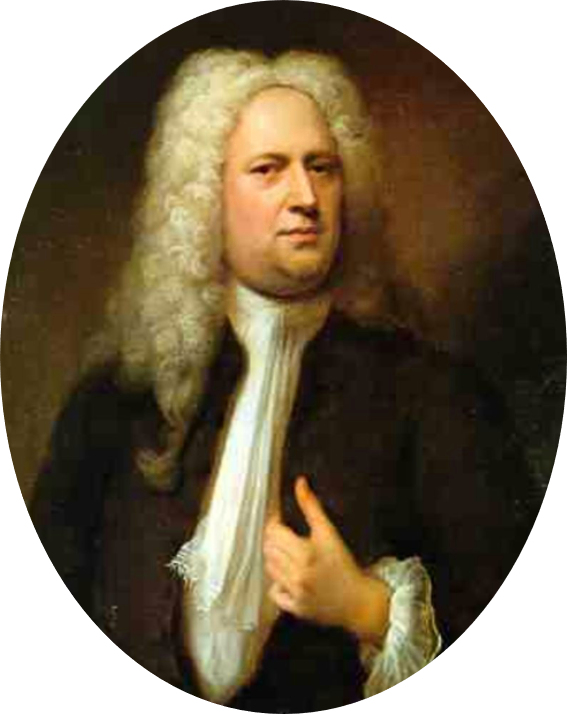
Händel

Il sistema di catalogazione HWV, o Händel-Werke-Verzeichnis ("Catalogo delle opere di Händel") raccoglie tutti i lavori di Händel, incluse le note contenute nei manoscritti e le evenutali varie ristampe di una stessa composizione.

## Il catalogo
La raccolta è suddivisa in tre volumi ed è stata pubblicata per la prima volta in Germania da Bernd Baselt fra il 1978 e il 1986.
Come tutti i cataloghi musicali, l'HWV è stato creato per numerare le varie opere del compositore barocco. Il numero di catalogo dei brani contenuti nella raccolta va da 1 a 612, anche se questo non sta a significare che la HWV 1 sia necessariamente la prima opera di Händel, e la HWV 612 l'ultima, come pure che le opere effettivamente scritte da Händel siano effettivamente 612. Come per le opere di Bach (BWV), anche questo catalogo è stato ordinato, quindi, secondo tipologie di brani, come si può notare dalla tabella sotto, in cui sono elencati i blocchi di numeri in cui sono contenuti i vari brani.
| Numero HWV                                      | Categoria                            |
| ----------------------------------------------- | ------------------------------------ |
| 1–42                                            | Opere                                |
| 43–45, 218, 348-351                             | Musica varia (di scena)              |
| 46–48, 50–71                                    | Oratori                              |
| 49, 72–76                                       | Masque e odi                         |
| 77–177                                          | Cantate                              |
| 178–199                                         | Duetti Italiani                      |
| 200, 201                                        | Trii Italiani                        |
| 202–210, 269–277, 284–286                       | Inni                                 |
| 211–217, 219–227                                | Arie Italiane                        |
| 226, 228                                        | Brani inglesi                        |
| 229                                             | Cantate sacre Tedesche               |
| 230, 233, 234, 244, 245                         | Cantate sacre Italiane               |
| 231, 232, 235, 236–238, 239, 240, 241, 242, 243 | Antifone, mottetti e salmi in latino |
| 246–268                                         | Anthems                              |
| 278–283                                         | Cantici                              |
| 287–311, 343                                    | Concerti                             |
| 312–335                                         | Concerti grossi                      |
| 336–345, 347–356, 413                           | Partiture per Orchestra              |
| 357–379, 406–409, 412, 419–421                  | Sonate per strumento solista         |
| 380 to 405                                      | Sonate per Trii                      |
| 346, 410, 411, 414–418, 422–424                 | Partiture per Orchestra di Legni     |
| 425–612                                         | Partiture per tastiere               |
| A1–A15                                          | Appendice                            |